# Gebhard de Lahngau
Gebhard (d. 879) a fost conte de Lahngau și primul membru exitent în documente al viitoarei dinastii a Conradinilor.
Gebhard a fost cunoscut ca un "conducător al francilor Franks" și cumnat al margrafului Ernest, de Nordgau în Bavaria. Gebhard ar fi fost fiul contelui Odo I de Orléans, dacă acela era identic cu Udo "cel Bătrân", conte în Lahngau între 821 și 826.
În 838, Gebhard s-a aliat cu Poppo de Grapfeld și cu arhiepiscopul Otgar de Mainz, pentru a lupta împotriva lui Ludovic Germanul, revoltat împotriva tatălui său, împăratul Ludovic cel Pios.
Gebhard a avut următorii fii:
- Udo, conte în Lahngau
- Waldo, abate de Sf. Maximin în Trier
- Bertulf, episcop de Trier
- Berengar, conte în Hessengau,

care cu toții au deținut poziții importante în Francia Răsăriteană.